# Northrop Alpha
Die Northrop Alpha war ein einmotoriges, als Tiefdecker ausgelegtes Schnellverkehrs- und Postflugzeug der US-amerikanischen Northrop Aircraft Corporation aus den frühen 1930er-Jahren. Es war das erste in Serie produzierte Modell des Herstellers. Da es sich gegen die zweimotorigen Konkurrenzmodelle nicht durchsetzen konnte, endete die Produktion bereits nach 17 Exemplaren. Die drei bestellten Exemplare einer militärischen Variante erhielten die Bezeichnung YC-19 für die erste bzw. Y1C-19 für die beiden anderen Maschinen.

## Geschichte
Im Jahr 1928 gründete John Knudsen Northrop, der bisherige Chefkonstrukteur von Lockheed, die Avion Corporation (seit 1929 als Northrop Aircraft Corporation Teil der United Aircraft Corporation) in Burbank, Kalifornien. In Anlehnung an die von ihm zusammen mit Jerry Vultee entwickelte Lockheed Sirius entwarf er die in vielen Einzelheiten verbesserte und als Ganzmetallflugzeug ausgelegte Northrop Alpha. Der Erstflug des Prototyps fand 1930 statt.
Die ersten fünf Serienmodelle erwarb die Fluggesellschaft TWA und setzte sie ab 1931 zwischen New York City und San Francisco ein. Trotz zahlreicher Zwischenlandungen konnte die Strecke so in weniger als 24 Stunden bewältigt werden. Diese für den Luftpostdienst vorgesehenen und daher mit nur drei Passagiersitzen ausgestatteten Flugzeuge erhielten die Bezeichnung Model 3. Im gleichen Jahr erwarb TWA acht Maschinen vom Typ Model 2 für sechs Fluggäste. Drei identische Flugzeuge traten als Northrop C-19 in den Dienst der US-Luftstreitkräfte und dienten bis 1939 als VIP-Transporter.
Sehr bald entschieden sich die Fluggesellschaften aus Sicherheitsgründen für den Einsatz zweimotoriger Verkehrsflugzeuge. Mit dem Markteintritt der diesem Wunsch entsprechenden Konkurrenzmodelle Boeing 247 und Douglas DC-2 endete die Produktion der Alpha. Die bereits ausgelieferten Maschinen wurden daraufhin zu Frachtflugzeugen (Model 4 und 4a) umgebaut. Auf Basis der Alpha entstand anschließend das ebenfalls einmotorige Frachtflugzeug Northrop Gamma.
Die letzte erhalten gebliebene Alpha kam 1975 erneut in den Besitz der TWA und befindet sich heute im National Air and Space Museum in Washington, D.C.

## Konstruktion
Die Alpha war eines der ersten Ganzmetallflugzeuge der USA und wies in der Rumpf- und Tragflächenkonstruktion einige zukunftsweisende Neuerungen auf. Der Rumpf des freitragenden Tiefdeckers war in Halbschalenbauweise konstruiert. Die bis zu sechs Passagiere befanden sich in einer geschlossenen Kabine im vorderen Teil des Flugzeugs. Das offene Cockpit des Piloten war hinter den Tragflächen angeordnet. Das Flugzeug verfügte über ein starres Spornradfahrwerk.
Als Antrieb diente der Neunzylinder-Sternmotor Wasp von Pratt & Whitney, der dem Flugzeug eine für damalige Verhältnisse hohe Geschwindigkeit verlieh. Die hohe Motorleistung erlaubte darüber hinaus die Nutzung kleinerer Flugplätze.
Die Alpha war mit einem Funknavigationssystem und einer Enteisungsanlage an den Tragflächen ausgestattet, die dem Flugzeug Nachtflug- und Allwettertauglichkeit verliehen.

## Technische Daten (Model 2)
| Kenngröße             | Daten                                                   |
| --------------------- | ------------------------------------------------------- |
| Besatzung             | 1                                                       |
| Passagiere            | 6                                                       |
| Länge                 | 8,70 m                                                  |
| Spannweite            | 12,80 m                                                 |
| Höhe                  | 2,70 m                                                  |
| Flügelfläche          | 27,4 m²                                                 |
| Flügelstreckung       | 6,0                                                     |
| Nutzlast              | 868 kg                                                  |
| Leermasse             | 1177 kg                                                 |
| Startmasse            | 2045 kg                                                 |
| Höchstgeschwindigkeit | 285 km/h                                                |
| Reisegeschwindigkeit  | 233 km/h                                                |
| Dienstgipfelhöhe      | 5890 m                                                  |
| Reichweite            | 2650 km                                                 |
| Triebwerk             | ein Sternmotor Pratt & Whitney Wasp mit 313 kW (426 PS) |